# Saint-Hilaire-Luc
Saint-Hilaire-Luc település Franciaországban, Corrèze megyében. Lakosainak száma 65 fő (2022. január 1.). Saint-Hilaire-Luc Lamazière-Basse, Latronche, Neuvic és Saint-Pantaléon-de-Lapleau községekkel határos.

## Népesség
A település népessége az elmúlt években az alábbi módon változott:
| Lakosok száma | 103  | 91   | 88   | 79   | 75   | 73   | 70   | 66   | 65   | 65   |
|               | 1968 | 1982 | 1990 | 2006 | 2013 | 2015 | 2017 | 2019 | 2020 | 2022 |